# Дерягин, Александр Васильевич
Алекса́ндр Васи́льевич Деря́гин (19 февраля 1941, д. Чуркинская, Вилегодский район, Архангельская область — 16 июля 2010, Калуга) — первый глава администрации Калужской области (1991—1996). Член-корреспондент РАН (1991).

## Биография
В 1959 г. окончил Ленинградский техникум железнодорожного транспорта им. Ф. Э. Дзержинского. В 1965 г. — Уральский государственный университет им. A.M. Горького.
- 1959—1960 инженер сигнализации и связи Свердловской железной дороги.
- 1966—1969 аспирант Института физики металлов АН СССР.
- 1969—1971 младший научный сотрудник лаборатории ферромагнетизма этого же института.
- 1971—1982 старший преподаватель кафедры магнетизма, затем заведующий проблемной лабораторией постоянных магнитов Уральского государственного университета.
- 1982—1984 заведующий кафедрой общей физики физического факультета Уральского госуниверситета.
- 1984—1990 заведующий отделом ПО «Гранат» в г. Калуге.

С 1982 г. — доктор физико-математических наук по теме «Исследование магнитных свойств некоторых редкоземельных и урановых соединений и разработка магнитных материалов на их основе». С 1991 г. — член-корреспондент Российской Академии Наук по отделению общей физики и астрономии.
В 1990 г. избран народным депутатом РСФСР, в 1991 г. — председатель комитета по науке и народному образованию Верховного Совета РФ.
В 1991—1996 гг. — глава администрации Калужской области.
В 1996—1998 гг. — председатель Совета директоров ОАО «Электросвязь».
С 1997 г. — президент «Калужского научного центра».

## Награды и звания
- Государственная премия СССР в области науки и техники.
- Бронзовая медаль ВДНХ СССР — за достигнутые успехи в области разработки и создания высокоэнергоемких редкоземельных постоянных магнитов.
- Медаль «За доблестный труд. В ознаменование 100-летия со дня рождения Владимира Ильича Ленина».
- Медаль «Ветеран труда».
- Два ордена Святого князя Даниила Московского II степени.
- Памятная медаль «За активную работу по пропаганде идей К. Э. Циолковского и космонавтики».
- Почетный знак «Ветерану Байконура».
- Благодарность Президента РФ.
- Памятный Знак боевой славы Гвардейской Витебской трижды орденоносной части.
- Памятный знак им. П. М. Голубицкого.

## Память
В 2011 Калужскому региональному научному центру присвоено имя А. В. Дерягина.